# Børge Hernes
Børge Hernes (Trondheim, 11 dicembre 1976) è un ex calciatore norvegese, di ruolo difensore o attaccante.

## Caratteristiche tecniche
Hernes cominciò la carriera come ala, ma fu poi schierato come terzino.

## Carriera

### Club
Hernes debuttò nella Tippeligaen con la maglia del Rosenborg in data 13 luglio 1997, sostituendo Fredrik Winsnes nel pareggio per 1-1 sul campo del Tromsø. Segnò la prima rete nella massima divisione norvegese il 9 agosto 1998, nel successo per 0-3 sul campo del Lillestrøm.
Nel 1999 passò in prestito al Vålerenga, come parte dell'accordo per l'acquisto di John Carew da parte del Rosenborg. Esordì con la nuova maglia il 1º agosto, quando fu titolare nella sconfitta per 4-3 in casa del Molde. Il 22 agosto segnò l'unica rete in campionato, nel successo per 4-2 sul Viking. Tornò poi al Rosenborg e vi rimase per un'altra stagione.
Nel 2001 fu ingaggiato dallo Skeid, club di 1. divisjon. Il 29 aprile disputò il primo incontro con questa maglia, nella sconfitta per 2-3 contro il Tromsdalen. Il 6 maggio arrivò la prima marcatura, nel successo per 0-4 contro il Mandalskameratene.